# Ctenium polystachyum
Ctenium polystachyum är en gräsart som beskrevs av Benedict Balansa. Ctenium polystachyum ingår i släktet Ctenium, och familjen gräs.
Artens utbredningsområde är Paraguay. Inga underarter finns listade i Catalogue of Life.